# Schnebelhorn
Das Schnebelhorn ist mit 1291 m ü. M. der höchste Gipfel des Kantons Zürich in der Schweiz. Der Gipfel befindet sich auf der Kantonsgrenze zwischen dem Kanton Zürich und dem Kanton St. Gallen im Tössbergland. Das Schnebelhorn liegt im Hauptstrang der Hörnlikette im Quellgebiet der Töss. Im Norden liegt der Roten (1148 m ü. M.), im Süden die Chrüzegg (1314 m ü. M.) und – bereits vor dem Rickenpass – der Tweralpspitz (1332 m ü. M.), der höchste Gipfel dieser Kette. Der Bergzug trennt das sanktgallische Toggenburg auf der Ostseite vom zürcherischen Jona- und Tösstal im Westen.

## Panoramablick
Der Rundblick reicht über das Zürcher Oberland, den Zürichsee und den Greifensee bis in die Glarner-, Zentralschweizer- und Berner Alpen im Westen, sowie über das Toggenburg und Appenzellerland, bis in die Allgäuer- und Vorarlberger Alpen, den Alpstein mit Säntis und Churfirsten im Osten; im Nordwesten der Jurabogen vom Chasseral bis zur Lägern. Im Norden dann der Schwarzwald und über das Zürcher- und Thurgauer Mittelland die Schwäbische Alb mit dem Bodensee davor.

## Gliederung und Topographie
Auf der Zürcher Seite gehört die Gliederung in Eggen und Tobel in den Aktionsbereich der Töss und ihrer Quellbäche Vorder- und Hintertöss, des Schwämmi- und des Brüttenbachs und kleinerer Zuflüsse, die alle in die Töss münden. Hier stösst in Bach-, Grat- und Gipfelnähe anstehende Nagelfluh als bucklige Gubel an die Oberfläche, die ohne weiteres eine Mächtigkeit von 50 Metern haben können. Die Gubel-Szenarien sind den Quellflüssen entlang am imposantesten, ebenso an manchen Stellen, wo Giessen (Wasserfälle) darüber fallen. (Siehe auch unter Sehenswürdigkeiten.)
Eine ganze Arena bilden die Nagelfluhformationen im Trichter des hintersten Teils der Früetobels (ursprünglich wohl "Flüetobel", von "Flühe"), einem Seitentobel kurz vor der Einmündung des Brüttentals südwestlich vom Schnebelhorn.
Solche Kessel und tief und v-förmig erodierte Seitentäler gliedern beidseits der Kantonsgrenze den Berg: Gonzenbächli und Gonzenbach im Raum Ehratsrick-Dreien, der Schnebelhorn- und der Libinger Bach bei Libingen haben zwischen tiefen Tobeln jene typischen Rücken und Gräte hinterlassen, die hier Eggen heissen. Vor allem auf Rücken und geeigneten Lehnen wurde gerodet und der Wald zur landwirtschaftlichen Nutzung urbar gemacht. Das führte im Quellgebiet der Töss zur Übernutzung mit zu vielen Kahlflächen für Wies- und Weideland und durch übertriebenen kommerziellen Holzschlag zu verstärkter Erosion, Erdrutschen und Murgängen und war Ursache für zahlreiche verheerende Überschwemmungen der Töss auf ihrem Lauf bis Winterthur zwischen 1852 und 1896. Erst die Aufforstung im Quellgebiet und manchen Seitenbächen und die gesetzlichen Grundlagen für eine Staatswaldung und einen Schutzwald im Tössstockgebiet schafften bis 1920 die Voraussetzungen für einen nachhaltigen Hochwasserschutz.

## Aufforstung
Hatte die zunehmende Industrialisierung den Bauernfamilien in der Wildnis des Tösswaldes ihre Einnahmen aus der Heimarbeit mit Spinnen und Weben geschmälert, so versuchten sie, ihr Auskommen mit neuen Kulturflächen, also weiteren Kahlschlägen, auszugleichen. In dieser zugespitzten Notsituation hatten die kantonalen Stellen leichteres Spiel, den Bauersleuten ihre "Waldheimetli" abzukaufen, auch wenn ihnen die Einsicht in den Zusammenhang von Kahlschlägen im Quellgebiet mit der zerstörerischen Erosion und den verheerenden Überschwemmungen der Töss fehlte. Gegen 50 Güter wurden aufgekauft, mehrheitlich abgerissen und die zugehörigen Kulturflächen aufgeforstet. Von Enteignungen ist nichts bekannt. Nur bestimmte Flurnamen mitten im Tösswald erinnern noch an Wüstungen einstiger Heimwesen am Schnebelhorn, Dägelsberg, Tössstock und Hüttchopf: Niderhusers, Niderhessen, Oberbeicher, Hübschegg, Schürli. Der Begriff "Wüstung" für den Abbruch ihrer Liegenschaften und die Wiederaufforstung ihrer Kahlschläge kam den einstigen Waldbauern insofern entgegen, als er mit seinem negativen Anklang ihre ablehnende Haltung den forstlichen Massnahmen gegenüber enthielt, der eigentlich zu den verheerenden Folgen ihres Unwissens und der folgenreichen, unkontrollierten Rodungen gepasst hätte.

## Waldwirtschaft
Auf der Zürcher Seite bewirtschaftet die Staatsförsterei Tössstock 740 ha Schutzwald mit 5 ausgebildeten Forstwarten und 3 Lehrlingen, geführt von einem Staatsförster. Nicht wirtschaftlicher Nutzen, sondern der Schutz des Waldes steht im Vordergrund. Zu 80 % wird die Holzernte mit dem Seilkran betrieben, mit Erträgen an Bau- und Energieholz, auch für die Stromgewinnung. In einem Waldreservat am Hüttkopf wird nicht geforstet. Alte Bäume und Totholz sind Lebensraum für Insekten und Vögel. Im ganzen Schutzgebiet sorgen Auslichtungs-Holzschläge für einen reichhaltigeren natürlichen Pflanzenwuchs auf Waldböden, die nach den ersten Aufforstungen, vor allem mit Fichten, stark verdunkelt wurden. Lichtungsschläge fördern die Artenvielfalt und wirken sich auch positiv auf die Fauna aus: Schmetterlinge, Heuschrecken, Käfer, Lurche, Vögel, Hasel- und Auerhuhn, Luchs, Gämsen, Hirsch und Reh. Solche Naturschutzprojekte sind auch auf der sanktgallischen Seite im Gang, z. B. das Vernetzungsprojekt der Gemeinden Mosnang, Bütschwil und Krinau: "Fördergebiet E Mosliger Birg" im Sömmerungsgebiet auf der Schnebelhorn-Ostseite, mit Waldweiden, Trocken- und Nassstandorten.

## Sömmerungsweiden, Alpen
Rund um das Schnebelhorn sind die Weideflächen durch Sömmerungsvieh bestossen. Auf der Zürcher Seite sind es die 50 ha der Alp Schnebelhorn, zu der noch 12 ha auf St. Galler Seite zugepachtet sind. Zugehörig ist die Bergwirtschaft Tierhag. Sie wurde 2021 total erneuert und wird vom Alppächter und seiner Frau als Ganzjahresbetrieb geführt. Besitzerin ist die Genossenschaft Landwirtschaftlicher Verein Pfäffikon ZH-Hittnau-Russikon. Seit 1896 betreibt sie die Alp als Weide für 120 bis 160 Haupt Jungvieh aus den umliegenden Gemeinden der Kantone Zürich, Thurgau und St. Gallen. 70 Prozent der Rinder sind trächtig und ausschliesslich zur Aufzucht von Milchvieh bestimmt. Die Sömmerungszeit dauert 120 bis 160 Tage von der Alpauffahrt Ende Mai bis zum Bettag Mitte September.
Ebenfalls bis auf die höchsten Gipfel und Gräte reichen auf der St. Galler Südseite ob Goldingen die 30 ha Weiden der Alp Schindelberg, die der Alpgenossenschaft Eschenbach gehören und von einem Angestellten bewirtschaftet werden, der zur Sömmerungszeit auch die Pension und Alpwirtschaft Schindelberg betreibt. Der Alp ist noch die 8 ha kleine Alp Kräuel (Goldingen) angegliedert. Es werden ca. 90 Stück Braunvieh und einige Schottische Hochlandrinder, Toggenburger Ziegen und Schwarzbraune Bergschafe gesömmert.
Auf der Toggenburger Ostseite liegen mit der Meiersalp ob Libingen die 64 ha Sömmerungsweiden der Landwirtschaftlichen Vereinigung Untertoggenburg in Flawil. Sie werden samt Sommer-Alpwirtschaft von Ende April bis Mitte November vom angestellten Älplerpaar besorgt. Viehbestand: 30 Jungtiere, 20 Mutterkühe und Kleintierkolonie. Die Landwirtschaftliche Vereinigung Untertoggenburg betreibt noch die Hugenalp oder "Älpli Krinau" oberhalb Krinau.

## Bauernhaus-Typen
Rund um das Schnebelhorn, in seinen Tälern und auf seinen Eggen und Terrassen stehen auf beiden Kantonsseiten alte Bauernhäuser in urtümlichen Holzkonstruktionen, mit Schindeldächern und -Fassaden, mit Klebedächern über den durchgehenden Fensterzeilen einstiger Spinn- und Webstuben der kleinbäuerlichen Heimarbeiter. Auf der Zürcher Seite vom Flarz über das voralpine Tätschdachhaus der Kleinbauern bis zum Typus des Appenzeller Hauses mit Querfirst, das einst mit Zimmerleuten aus dem Toggenburg über Hulftegg und Ricken ins Zürcher Oberland eingewandert war.

## Tourismus
Die Höhen des Tössberglands sind bekannt und beliebt als Wander- und Skigebiet in der montanen Region des Kantons Zürich. Ein zu grosses Ausflügleraufkommen machte sie wie eine intensivere, moderne Bewirtschaftung zur gefährdeten Zone: Ihre landschaftlich reizvollen und botanisch reichhaltigen Bergweiden und -wälder fernab grösserer Siedlungen würden zerstört. Ruhe und Abgeschiedenheit sind Qualitäten, die auf Zürcher Gebiet grossflächig nur noch auf der Hörnlikette zwischen dem Quellgebiet der Töss und dem Schauenberg und der Allmenkette zwischen Bachtel und Kyburg zu finden sind. Hier bündeln weder Bergbahnen noch andere touristische Masseneinrichtungen die Ausflüglerströme. für den Wintersport bestehen kleinere Skilift- und Loipenanlagen. Einzige Ausnahme ist auf der St. Galler Seite Atzmännig.
Das Schnebelhorn ist ein beliebtes Ausflugsziel für Wanderungen. Es ist von beiden Seiten her zugänglich, aus dem Tösstal wie aus dem Thurtal. Der meistfrequentierte Wanderweg ist der Höhenweg von der Hulftegg (953 m ü. M.) her. Von der Gegenseite im Osten ist es der Weg von der Chrüzegg (Berggasthaus, 1313 m) über den Schindelberg. Variante: Hintergoldingen (820 m)-Atzmännig-Chrüzegg.
Aus dem Tösstal führt von Steg über Orüti eine Strasse bis auf gut 1000 m zur besiedelten Vorder- und Hinter-Strahlegg nahe dem Gipfel. Erwähnt ist sie schon 1566 auf der Murerkarte, 100 Jahre später unterscheidet die Gygerkarte bereits Vorher- und Hinterstrahlegg. Die schmale Terrasse zieht sich entlang dem West- und Südabhang der Warten, einem Sporn des Schebelhorns, über 2 km vom Hof Bärloch bis Sennhütte. Auf diese Höhe reichte zur letzten (Würm-)Kaltzeit das Eis des Linthgletschers, das durch die Lücke der Wolfsgrueb von Süden bis an das Schnebelhorn im Quellgebiet der Töss vordrang. Der Gehängeschutt, der sich bis zum Abschmelzen des Eises zwischen Warte und Gletscherrand aufhäufte, bildet die Basis des Strahlegg-Terrassenbands.
Beliebt ist auf dieser Seite auch die Route Steg-Vorderegg-Rütiwies-Rotengübel-Hirzegg-Schnebelhorn und von Wald ZH über Wolfsgrueb-Tössscheidi hinauf auf Hinterstrahlegg. Auch aus dem Toggenburg gibt es durch Seitentäler und über entsprechende Eggen lohnende Aufstiege, etwa von Ehratsrick (765 m) durch das Tal des Gonzenbachs, von Libingen (770 m) über die Meiersalp (Alpwirtschaft) oder von Krinau (800 m) über Schwämmli (Alpwirtschaft, 1190 m) zur Chrüzegg.

## Sehenswürdigkeiten

### Gübel und Giessen (Wasserfälle)
- Vordertöss: Vordertöss I: 4 m Fallhöhe, Lage: Höhe  Koord. 714459/240591, Vordertöss II: 6 m, Koord. 714644/240749; Dachsgubel-Giessen, 23 m, Koord. 715302/240326; Chot-Giessen unterhalb Poalp: 8 m, Koord. 714827/239624
- Hintertöss: Punkt 857-Giessen, 13 m, Koord. 816836/240574; Unter Goldloch I: 20 m, Koord. 717033/241630; unter Goldloch II: 20 m, Koord. 717003/241601; Ribelboden I, Stufen, Koord.717051/241097; Ribelboden II, Stufen, Koord. 716950/211100;
- Niderhusertobel-Giessen unten, 40 m, Koord. 716199/240794; Niderhusertobel-Giessen oben, 18 m, Koord. 716199/240794;
- Schwämibach oben: 8 m, Koord. 716638/242126; Schwämibach unten: 8 m, 716090/242014; Schwämmi unter Sennhütte, 15 m mehrstufig, +5, +4 m, Koord. 715671/242161;
- Lauf 14 m, direkt an der Forststrasse zur Tössscheidi, Koord. 714684/241832;
- Brüttental: Oberer Brüttenbachgubel, 15 m, Koord. 716110/242697; Mittlerer Brüttenbachgubel, 15 m, Koord. 715805/242854;[17]

### Höhlen
- Goldloch am Dägelsberg, von der Schindelberghöchi aus, Koord. 716712/241725, die sagenumwobene Höhle der im 18. Jh. von Venedigern angeleiteten Goldgräber. (Schlüssel gegen Depot in den Bergrestaurants Sennhütte oder Tierhag).[18]
- Burenboden-Höhle zuoberst im Brüttental, vom Parkplatz Bärloch an der Strahleggstrasse über die Grosseggstrasse bis zur Vorderschür, dort zum Wald und weiter zum Bach absteigen, Höhe 913 m., Koord. 715775/242850.